# Lualdi ES 53
Pour les articles homonymes, voir Lualdi.
Le Lualdi ES 53 est un hélicoptère monoplace expérimental italien dessiné par Carlo Lualdi en 1953.
C’était un châssis tubulaire reposant sur 4 roues de petit diamètre avec un moteur Continental flat-four de 85 ch monté derrière le pilote, le contrôle de pas de rotor utilisant le système Rotor-Matic breveté par Hiller. Cet appareil commença ses essais à Campoformido, dans la périphérie d’Udine, en septembre 1953. Le premier vol officiel ne fut pourtant réalisé que le 29 mars 1954, en présence des autorités locales et de représentants du Registre aéronautique italien. Le pilote était le Commandant Vincenzo Galasso, un des premiers pilotes d’hélicoptère brevetés en Italie. Cet appareil fut présenté à l’Exposition aéronautique du Lido, à Venise, sous la désignation Lualdi-Tassotti ES 53.  